# Superman 64
Superman, también conocido como Superman 64, es un videojuego desarrollado en 1999 por Titus Software para la consola Nintendo 64. El juego está basado en la serie Superman: La serie animada, cuenta con la licencia de DC Comics, y está considerado por varias publicaciones de videojuegos como uno de los peores desarrollados en la historia.

## Argumento
Lex Luthor crea una versión virtual de la ciudad de Metrópolis y atrapa a Lois Lane, Jimmy Olsen y al Profesor Emil Hamilton en ella. Superman se ve obligado a entrar en ese mundo virtual, volar a través de circuitos con anillos y desarrollar una serie de misiones para conseguir rescatarlos y detener a Lex. El jugador debe completar una serie de desafíos y puzzles, que en ocasiones suelen guardar similitud entre sí. Por ejemplo, Superman debe volar a través de una serie de anillos repartidos por toda la ciudad en un límite de tiempo determinado.
Oficialmente el cartucho fue presentado en el E3 de 1997, pero no fue lanzado hasta dos años después.

## Recepción
Superman 64 recibió múltiples críticas, tanto por parte de los jugadores y consumidores como de la prensa dedicada al sector. El mayor defecto encontrado se presenta en la jugabilidad, ya que el cartucho cuenta con importantes bugs tanto en los escenarios como en el desarrollo de determinadas acciones. El propio Superman tampoco presentaba unos movimientos o control fluidos, por lo que agravaba la situación. Por otra parte, el aspecto gráfico fue también criticado por sus personajes poligonales y escenarios poco trabajados, haciendo lucir más a juegos de la pasada generación de videojuegos, y varias pruebas se repiten en múltiples ocasiones.
Superman 64 está considerado, por parte de los medios de comunicación, como uno de los peores videojuegos de la historia. Club Nintendo México lo considera el peor juego de la historia, al igual que GameTrailers, que lo calificó como el peor de todos los tiempos, por delante incluso de Custer's Revenge o del videojuego de E.T. para Atari. La publicación Electronic Gaming Monthly, en un artículo de Sean Reiley, lo evaluó como el séptimo peor juego de la historia, mientras que para Nintendo Power fue el "peor juego para una consola de Nintendo". Gamespot le otorgó un 1.3 sobre 10, mientras que IGN lo puntuó con un 3.5
Luego del fracaso crítico de la versión de Nintendo 64, Titus encargó a BlueSky Software para realizar una versión del juego para PlayStation. El nuevo juego fue realizado desde cero y contaba con gráficos y jugabilidad decentes comparados a los del juego de N64, y hasta recibió la aprobación de Sony para ser publicado. Sin embargo la licencia de DC Comics y Warner Bros. para usar a Superman expiró, y Titus no pudo renovarla, lo que llevó a la cancelación del juego hacia el año 2000.